# Hit the Saddle
Hit the Saddle è un film del 1937 diretto da Mack V. Wright.
È un film western statunitense con Robert Livingston, Ray Corrigan e Max Terhune. Fa parte della serie di 51 film western dei Three Mesquiteers, basati sui racconti di William Colt MacDonald e realizzati tra il 1936 e il 1943.

## Produzione
Il film, diretto da Mack V. Wright su una sceneggiatura di Oliver Drake con il soggetto dello stesso Drake e di Maurice Geraghty e William Colt MacDonald (creatore dei personaggi), fu prodotto da Nat Levine per la Republic Pictures e girato nell'Iverson Ranch a Chatsworth e nel Red Rock Canyon State Park a Cantil, in California.

## Distribuzione
Il film fu distribuito negli Stati Uniti dal 3 marzo 1937 al cinema dalla Republic Pictures.
Altre distribuzioni:
- in Portogallo il 28 novembre 1938 (Os Três Mosqueteiros do Oeste)
- in Brasile (Soberanos da Sela)

## Promozione
La tagline è: "A herd of wild horses can't stop these three daring sons of trouble!".